# Iqama
L'iqâma (arabe: ʾiqāma ⁧إِقَامَة⁩ : le fait de se mettre debout et aussi le fait d'accomplir la prière) est le deuxième appel à la prière musulmane. Il est lancé juste avant le début de celle-ci, afin que les fidèles se lèvent et s'alignent pour l'effectuer.
Les paroles dites par le muezzin à la demande de l'imam sont les mêmes que celles de l'adhan, à la différence qu'on ajoute deux fois « Levez-vous pour la prière » (ou « Faites la prière ») juste avant les deux dernières phrases, et qu'on ne dit qu'une seule fois "Venez à la prière" et "Venez à la félicité".

## Texte de iqama
|                                | Arabe                   | Traduction                                          | Translittération                       |
| ------------------------------ | ----------------------- | --------------------------------------------------- | -------------------------------------- |
| 2 fois Malikites 4 fois Autres | اللهُ أَكْبَر               | Allah est le plus grand                             | allāhu ākbar                           |
|                                | أَشْهَدُ أَنَّ لَا إِلَهَ إِلَّا الله | J'atteste qu'il n'y a de divinité si ce n'est Allah | āsh'hadu ān lā ilaha illā-l-lāh        |
|                                | أَشْهَدُ أَنَّ مُحَمَّد رَسُولُ الله  | J'atteste que Muhammad est l'envoyé d'Allah.        | āsh'hadu ānna mūḥammad ār-rasūlu-l-lāh |
| 2 fois Chiites 1 fois Sunnites | حَيَّ عَلَى ٱلصَّلَاة           | Venez à la prière                                   | ḥayyā ʿalā-ṣ-ṣalāt                     |
| 2 fois Chiites 1 fois Sunnites | حَيَّ عَلَى ٱلْفَلَاح           | Venez à la félicité,                                | ḥayyā ʿalā-l-falāḥ                     |
| 2 fois                         | قَد قَامَتِ ٱلصَّلَاة          | Levez-vous pour la prière.                          | qad qāma tiṣ-ṣalāt                     |
| 2 fois                         | اللهُ أَكْبَر               | Allah est le plus grand.                            | allāhu ākbar                           |
| 1 fois Sunnites                | لَا إِلَهَ إِلَّا الله         | Nulle divinité si ce n'est Allah                    | lā ilaha illā-l-lāh                    |